# Benin i olympiska sommarspelen 2000
Benin deltog i de olympiska sommarspelen 2000 med en trupp bestående av fyra deltagare, tre män och en kvinna, men ingen av landets deltagare erövrade någon medalj.

## Friidrott
Herrarnas 200 meter
- Pascal Dangbo
  1. Omgång 1 — 21.54 (→ gick inte vidare, 58:e plats)

Damernas 100 meter
- Laure Kuetey
  1. Omgång 1 — 12.40 (→ gick inte vidare, 65:e plats)

## Taekwondo
| Idrottare           | Gren             | Åttondelsfinaler     | Kvartsfinaler        | Semifinaer           | Återkval omg. 1      | Återkval omg. 2      | Final                | Final            |
| Idrottare           | Gren             | Motståndare Resultat | Motståndare Resultat | Motståndare Resultat | Motståndare Resultat | Motståndare Resultat | Motståndare Resultat | Placering        |
| ------------------- | ---------------- | -------------------- | -------------------- | -------------------- | -------------------- | -------------------- | -------------------- | ---------------- |
| Stanislas Ogoudjobi | Herrarnas −68 kg | Acharki (GER) L 0-7  | Gick inte vidare     | Gick inte vidare     | Gick inte vidare     | Gick inte vidare     | Gick inte vidare     | Gick inte vidare |

## Tennis
| Spelare           | Gren       | Omgång 1                         | Omgång 2          | Åttondelsfinaler  | Kvartsfinaler     | Semifinaler       | Final / BM        | Final / BM       |
| Spelare           | Gren       | Motståndare Poäng                | Motståndare Poäng | Motståndare Poäng | Motståndare Poäng | Motståndare Poäng | Motståndare Poäng | Placering        |
| ----------------- | ---------- | -------------------------------- | ----------------- | ----------------- | ----------------- | ----------------- | ----------------- | ---------------- |
| Christophe Pognon | Herrsingel | Gustavo Kuerten (BRA) L 1–6, 1-6 | Gick inte vidare  | Gick inte vidare  | Gick inte vidare  | Gick inte vidare  | Gick inte vidare  | Gick inte vidare |